# Solange Fernex
Solange Fernex (ur. 15 kwietnia 1934 w Strasburgu, zm. 11 września 2006) – francuska polityk i działaczka pacyfistyczna, eurodeputowana III kadencji.

## Życiorys
Po ukończeniu studiów pracowała jako sekretarka. Od 1977 zasiadała w radzie miejscowości Biederthal. Zaangażowała się w działalność przeciwko wykorzystywaniu energii atomowej, brała udział w protestach przybierających formy kilkutygodniowych głodówek, w tym w 1983 w ramach akcji „Jeûne pour la Vie”. Kierowała także francuskim ruchem kobiet dla pokoju (sekcją Międzynarodowej Ligi Kobiet na rzecz Pokoju i Wolności). W 1979 otwierała zorganizowaną przez ekologów listę wyborczą w wyborach europejskich, która nie uzyskała żadnych mandatów. Dołączyła później do Zielonych, znalazła się wśród rzeczników tego ugrupowania. W 1989 zasiadła w Parlamencie Europejskim III kadencji, mandat wykonywała do 1991.